# Volkseenheid
De Volkseenheid (Grieks:  Λαϊκή Ενότητα, Laïkí Enótita) is een Griekse radicaal-linkse politieke partij. De partij scheurde zich op 21 augustus 2015 af van SYRIZA. Een groep van 25 parlementsleden stapte op uit onvrede met de manier waarop Alexis Tsipras de onderhandeling van de Griekse regering met haar internationale schuldeisers aanpakte. De nieuwe partij wordt geleid door Panagiotis Lafazanis, die tot 17 juli 2015 de portefeuille van Productieve Reconstructie, Leefmilieu en Energie beheerde in het Kabinet-Tsipras (I). Dimitris Stratoulis en Konstantinos Isyhos, twee andere ministers van het Kabinet-Tsipras die ook in juli ontslag namen, traden eveneens toe tot de Volkseenheid.
Bij de Griekse parlementsverkiezingen van 20 september 2015 haalde de partij met 2,8% van de stemmen geen zetels. Hierdoor bleef de partij onder de  kiesdrempel van 3% en keerde na de verkiezingen niet terug in het parlement.